# Eleições municipais de Corumbá em 2020
As eleições municipais da cidade brasileira de Corumbá em 2020 ocorreram em 15 de novembro para eleger um prefeito, um vice-prefeito e 15 vereadores para a administração da cidade. O prefeito titular era Marcelo Iunes (PSDB), que concorreu a reeleição.
Além de Marcelo Iunes (PSDB), disputaram a cadeira de prefeito: Adilson Lobo (AVANTE), Anísio Guató (PSOL), Dr. Gabriel (PSD), Elano (PSL), Joseane Garcia (PRTB) e Paulo Duarte (MDB).

## Candidatos
| Nº | Candidato      | Partido | Vice-candidato                  | Coligação                                                                             |
| -- | -------------- | ------- | ------------------------------- | ------------------------------------------------------------------------------------- |
| 70 | Adilson Lobo   | AVANTE  | Roberto Carlos Aváquia (AVANTE) | Partido não coligado                                                                  |
| 50 | Anísio Guató   | PSOL    | Jairo do Assentamento (PSOL)    | Partido não coligado                                                                  |
| 55 | Dr. Gabriel    | PSD     | Bruno Migueis (PSD)             | "Corumbá, quem ama leva a sério!" (PSD / PSC)                                         |
| 17 | Elano          | PSL     | Prof. Berê (PSL)                | Partido não coligado                                                                  |
| 28 | Joseane Garcia | PRTB    | Antônio Cespedes (PRTB)         | Partido não coligado                                                                  |
| 45 | Marcelo Iunes  | PSDB    | Dirceu Miguéis (PP)             | "Juntos por Corumbá" (PDT / PSDB / REPUBLICANOS / PSB / PV / PP / PCdoB / PTB / PODE) |
| 15 | Paulo Duarte   | MDB     | Luciana Cândia (DEM)            | "Corumbá merece respeito" (MDB / PT / PATRIOTA / SOLIDARIEDADE / DEM / PL)            |